# Lista över insjöar i Hörby kommun
Detta är en lista över sjöar i Hörby kommun baserad på sjöns utloppskoordinat. Om någon sjö saknas, kontrollera grannkommunens lista eller kategorin Insjöar i Hörby kommun.

## Lista
| Namn          | Koordinat                                     | Sjöid         | VYID          | Yta (km²) | Strandlinje (km) | Höjd (m) | Maxdjup (m) | Volym (m³) | HARO  | Natura 2000 |
| ------------- | --------------------------------------------- | ------------- | ------------- | --------- | ---------------- | -------- | ----------- | ---------- | ----- | ----------- |
| Kvesarumssjön | 55°56′37″N 13°39′35″Ö / 55.94358°N 13.65972°Ö | 620326-136594 | 620373-136595 | 0,488     | 3,18             | 104      |             |            | 96000 |             |
| Lågedammarna  | 55°51′30″N 13°38′41″Ö / 55.85842°N 13.64477°Ö | 619428-136472 |               |           |                  |          |             |            | 96000 |             |
|               | 55°45′56″N 13°50′25″Ö / 55.76549°N 13.84034°Ö | 618357-137667 |               |           |                  |          |             |            | 92000 |             |
|               | 55°46′04″N 13°50′25″Ö / 55.76773°N 13.84023°Ö | 618382-137667 |               |           |                  |          |             |            | 92000 |             |
|               | 55°46′06″N 13°50′12″Ö / 55.76840°N 13.83669°Ö | 618390-137645 |               |           |                  |          |             |            | 92000 |             |
|               | 55°46′52″N 13°56′22″Ö / 55.78123°N 13.93934°Ö | 618515-138293 |               |           |                  |          |             |            | 88089 | -           |